# Austrian International 2006
Die Austrian International 2006 fanden vom 22. bis zum 25. Februar 2006 in Wien statt. Das Preisgeld betrug 2.500 US-Dollar. Der Referee war Isabelle Jobard aus Frankreich. Es war die 35. Austragung dieser offenen internationalen Meisterschaften von Österreich im Badminton. 

## Austragungsort
- Wiener Stadthalle B, Vogelweidplatz 14

## Sieger und Platzierte
| Disziplin    | Gold                                | Silber                              | Bronze                       |
| ------------ | ----------------------------------- | ----------------------------------- | ---------------------------- |
| Herreneinzel | Joachim Persson                     | Przemysław Wacha                    | Peter Mikkelsen              |
| Herreneinzel | Joachim Persson                     | Przemysław Wacha                    | Andrew Smith                 |
| Dameneinzel  | Juliane Schenk                      | Sara Persson                        | Anna Rice                    |
| Dameneinzel  | Juliane Schenk                      | Sara Persson                        | Atu Rosalina                 |
| Herrendoppel | Jürgen Koch Peter Zauner            | Tim Dettmann Ingo Kindervater       | Dharma Gunawi Yong Yudianto  |
| Herrendoppel | Jürgen Koch Peter Zauner            | Tim Dettmann Ingo Kindervater       | Adam Cwalina Rafał Hawel     |
| Damendoppel  | Cynthia Tuwankotta Atu Rosalina     | Sandra Marinello Kathrin Piotrowski | Tina Riedl Miriam Gruber     |
| Damendoppel  | Cynthia Tuwankotta Atu Rosalina     | Sandra Marinello Kathrin Piotrowski | Maja Tvrdy Maja Kersnik      |
| Mixed        | Ingo Kindervater Kathrin Piotrowski | Tim Dettmann Sandra Marinello       | Jan Fröhlich Hana Milisová   |
| Mixed        | Ingo Kindervater Kathrin Piotrowski | Tim Dettmann Sandra Marinello       | Jacob Chemnitz Julie Houmann |

## Finalergebnisse
| Disziplin    | Sieger                              | Finalist                            | Ergebnis          |
| ------------ | ----------------------------------- | ----------------------------------- | ----------------- |
| Herreneinzel | Joachim Persson                     | Przemysław Wacha                    | 21:15 21:10       |
| Dameneinzel  | Juliane Schenk                      | Sara Persson                        | 21:19 21:13       |
| Herrendoppel | Jürgen Koch Peter Zauner            | Tim Dettmann Ingo Kindervater       | 21:18 21:13       |
| Damendoppel  | Cynthia Tuwankotta Atu Rosalina     | Sandra Marinello Kathrin Piotrowski | 11:21 21:19 21:17 |
| Mixed        | Ingo Kindervater Kathrin Piotrowski | Tim Dettmann Sandra Marinello       | 21:17 22:20       |